# All Sky Automated Survey for SuperNovae
Le All Sky Automated Survey for SuperNovae (en français Relevé automatisé sur tout le ciel de supernovas), en abrégé ASAS-SN (prononcé « assassin »), est un programme automatisé à la recherche de nouvelles supernovas, piloté par des astronomes de l'université d'État de l'Ohio. Il est équipé de 20 télescopes robotisés répartis dans les deux hémisphères, sur cinq sites. Il est en mesure d'étudier l'ensemble du ciel tous les jours.
Au départ, il y avait quatre télescopes à l'Observatoire du Haleakalā (Hawaï) et quatre autres à l'Observatoire interaméricain du Cerro Tololo (Chili), un site du LCOGT. Tous les télescopes (téléobjectif Nikon f400/2.8) ont un diamètre de 14 centimètres et sont équipés de caméras CCD ProLine PL230. Les pixels des caméras couvrent chacun 7,8 secondes d'arc, donc le suivi des observations par d'autres télescopes est nécessaire pour obtenir une localisation plus précise.
L'objectif principal du projet est de rechercher des supernovae. Toutefois, d'autres phénomènes transitoires sont fréquemment découverts, parmi lesquels des événements proches de rupture par effet de marée, des variables cataclysmiques et des éruptions stellaires, dont plusieurs des plus grandes éruptions jamais vues. Il peut détecter de nouveaux objets avec des magnitudes entre 17 et 8.
Les objets découverts par ASAS-SN reçoivent une désignation interne composée du préfixe « ASASSN », d'un trait d'union, des deux derniers chiffres de l'année puis de lettres dans l'ordre de découverte. Un exemple d'objet ainsi désigné est ASASSN-15lh, officiellement nommé SN 2015L.